# Aechmea alopecurus
Aechmea alopecurus är en gräsväxtart som beskrevs av Carl Christian Mez. Aechmea alopecurus ingår i släktet Aechmea och familjen Bromeliaceae. Inga underarter finns listade i Catalogue of Life.